# Michael Lehmann (Rechtswissenschaftler)
Michael Lehmann (* 3. April 1949 in Nürnberg) ist ein deutscher Rechtswissenschaftler. Seit Januar 1996 ist er Inhaber der Professur für Bürgerliches Recht, Handels- und Wirtschaftsrecht sowie Urheberrecht und gewerblichen Rechtsschutz an der Ludwig-Maximilians-Universität (LMU) München.

## Leben
Nach dem Besuch des Jesuiteninternats Kolleg St. Blasien, mit Abitur 1967 nahm Lehmann zum Wintersemester 1967/68 das Jurastudium an der Ludwig-Maximilians-Universität in München auf. Während dieser Zeit folgten Unterbrechungen durch Sprachstudien im europäischen Ausland. Im Jahr 1971 legte er schließlich die Erste Juristische Staatsprüfung ab und widmete sich den Wirtschaftswissenschaften als Zweitstudium an der Staatswirtschaftlichen Fakultät der LMU, welches er im Jahr 1976 als Diplom-Kaufmann erfolgreich abschloss.
Ab 1972 arbeitete er als wissenschaftlicher Mitarbeiter und Stipendiat sowie ab 1975 als Referent für den italienischen Rechtskreis am Max-Planck-Institut für ausländisches und internationales Patent-, Wettbewerbs- und Urheberrecht, München und am Universitätsinstitut für Gewerblichen Rechtsschutz und Urheberrecht. Gleichzeitig war er persönlicher Assistent von Gerhard Schricker. Von 1971 bis 1975 absolvierte er sein Rechtsreferendariat am OLG München. Im Jahr 1973 erfolgte Promotion bei G. Schricker und im Jahr 1974 legte er das Zweite Juristische Staatsexamen erfolgreich ab. Im Jahr 1980 erfolgte die Habilitation (venia legendi) in Bürgerlichem Recht, Handelsrecht, Wirtschaftsrecht sowie Rechtsvergleichung. 
Nach Stationen in Regensburg und Würzburg wurde er im Januar 1982 Professor für Bürgerliches Recht, Gewerblichen Rechtsschutz, Arbeitsrecht, Wirtschaftsrecht sowie Rechtsvergleichungen der Ludwig-Maximilians-Universität München. Dort übernahm er im Jahr 1996 schließlich die Professur für Bürgerliches Recht, Handels- und Wirtschaftsrecht sowie Urheberrecht und gewerblichen Rechtsschutz. Daneben ist er als wissenschaftlicher Referent am Max-Planck-Institut für Innovation und Wettbewerb in München tätig.
Seine Forschungsgebiete umfassen vor allem die Bereiche des Lauterkeits-, Urheber-, Handels- sowie IT-Rechts.
Lehmann ist verheiratet, hat drei Kinder und lebt in München. Seine Mutter betrieb eine renommierte Rechtsanwaltskanzlei in Nürnberg, in der der spätere bayerische Ministerpräsident Günther Beckstein als junger Anwalt tätig war.

## Mitgliedschaften
- International Association for the Advancement of Teaching and Research in Intellectual Property (ATRIP)
- Association International pour la Protection de la Propriété Intellectuelle
- Deutsche Gesellschaft für Gewerblichen Rechtsschutz und Urheberrecht
- Deutsche Gesellschaft für Recht und Informatik
- Zivilrechtslehrervereinigung
- Academic Society for Competition Law (ASCOLA) e.V.

## Gastprofessuren
An den Universitäten Chicago, Harvard, Santa Clara, Ferrara, Palermo, Neapel und Luxemburg war beziehungsweise ist er als Gastprofessor tätig.

## Veröffentlichungen
- Die Werbung mit Geschenken. Eine juristische Analyse der abstrakten Wertreklame unter besonderer Berücksichtigung der wettbewerbsrechtlichen Beurteilung. Carl Heymanns Verlag, München, 1974.
- Vertragsanbahnung durch Werbung. Eine juristische und ökonomische Analyse der bürgerlich-rechtlichen Haftung für Werbeangaben gegenüber dem Letztverbraucher. C.H. Beck Verlag, München, 1981.
- Lehmann, Michael: Electronic Business in Europa. Internationales, europäisches und deutsches Online-Recht. C.H. Beck Verlag, S. 687, München, 2002.
- Lehmann, Michael / Meents, Jan Geert: Handbuch des Fachanwalts für Informationstechnologierecht. Carl Heymanns Verlag, S. 1708, München 2. Auflage, 2011.
- Borges, Georg / Meents, Jan Geert: Rechtshandbuch Cloud Computing. C.H. Beck Verlag, Kapitel 5, München, 2014.